# IC 1476
IC 1476 — галактика типу S? (спіральна галактика) у сузір'ї Пегас.
Цей об'єкт міститься в оригінальній редакції індексного каталогу.